# بيني مكوي (متزحلقة)
بيني مكوي (بالإنجليزية: Penny McCoy)‏ هي متزحلقة أمريكية، ولدت في 9 أكتوبر 1949 في بيشوب في الولايات المتحدة.

## وصلات خارجية
- بيني مكوي على موقع الاتحاد الدولي للتزلج (التزلج على المنحدرات الثلجية) (الإنجليزية)